# إليفانت وكاسل (محطة مترو أنفاق لندن)
إليفانت وكاسل (بالإنجليزية: Elephant & Castle)‏ هي إحدى محطات مترو أنفاق لندن. تقع على خط نورذيرن وبيكرلو أفتتحت في المنطقة (Zone) رقم 1 و2 أفتتحت في 18 ديسمبر 1890. 